# Zyganisus fulvicollis
Zyganisus fulvicollis är en fjärilsart som beskrevs av M.Gaede 1933. Zyganisus fulvicollis ingår i släktet Zyganisus och familjen träfjärilar. Inga underarter finns listade i Catalogue of Life.